# Krzysztof Krupski
Krzysztof Krupski herbu Korczak (ok. 1520–1566) – od 1547 roku starosta horodelski, piszący się z Orchowa. Dziedzicznym prawem otrzymał 1550 roku Strzelce i Dubnę, w powiecie horodelskim. Dworzanin króla Zygmunta II Augusta. Łukasz Górnicki w "Dworzaninie polskim" wspomina o jego żartach płatanych wspólnie z Kacprem Zebrzydowski w otoczeniu królewskim. Jemu też poświęcił CXXV epigramat Mikołaj Rej w "Zwierzyńcu":

Tego knechci ćwiczyli, więc dworstwo przypadło,

I oboje pospołu w jednej głowie siadło;

Więc i ziemiaństwo k’temu pomaga niemało,

Azać się tych panów mało nazbierało?

Więc sądzą jako wieca, co jedno przypadnie,

A wierz mi, apellować nie każdy tam zgadnie;

Bo się cnota z rozumem też przysiedli k’temu,

A takich assesorów życzyłbych każdemu.

Krzysztof Krupski podarował też Zygmuntowi Augustowi arras brukselski z Orłem oraz herbem ofiarodawcy Korczak i dewizą "Scabellum pedum tuorum" (Podnóżek stóp twoich - częsty zwrot biblijny np. Ps 110.1) datowany na 1560 roku. Arras ten zgodnie z tradycją znajduje się na Wawelu w Sali Poselskiej za tronem królewskim.
Syn Jerzego Krupskiego.

## Rodzina
Jego żona Anna z Mieleckich. Jego dzieci syn Zygmunt i córka Halszka.